# HMP Wormwood Scrubs
Wormwood Scrubs – więzienie dla mężczyzn w Londynie, w dzielnicy Hammersmith and Fulham. Wybudowane w epoce wiktoriańskiej, jest zakładem karnym kategorii B.

## Położenie
Wormwood Scrubs położone jest w dzielnicy Hammersmith and Fulham, w odległości ok. 10 minut od stacji metra. Budynek jest zabytkiem klasy II.

## Historia
Więzienie zostało otwarte w roku 1875, choć jego budowa trwała do 1891 roku. Do budowy wykorzystywano pracę więźniów, którzy zamieszkiwali pierwotnie w prowizorycznym budynku wykonanym z blachy falistej. Było to ostatnie więzienie dla mężczyzn wybudowane na terenie Londynu do czasu oddania do użytku, ponad sto lat później, HMP Belmarsh.
Podczas II wojny światowej więźniowie zostali ewakuowani do innych zakładów karnych, a gmach został przekazany Departamentowi Wojny. W latach 1939–1940 urzędowała tu służba kontrwywiadowcza MI5.
W 1966 roku rosyjski szpieg George Blake pokonał mury więzienia i wydostał się na wolność. W roku 1979 z więzienia odszedł dotychczasowy dyrektor John McCarthy, twierdząc, że nie chce pracować w systemie, który nie zachęca do reform, nazywając więzienie „karnym kontenerem na śmieci”. Kilka miesięcy później protestujący z IRA okupowali dach, domagając się więcej praw dla odwiedzających.
W sierpniu 1966 doszło do pokojowego protestu 60 skazanych ze skrzydła D. Żądali artykułów toaletowych: pasty do zębów, która nie kaleczyłaby jamy ustnej i innych potrzebnych artykułów. Po dwóch tygodniach sytuacja się zaogniła; w zamieszkach rany odniosło 60 więźniów i kilku funkcjonariuszy służby więziennej. Kolejny strajk więźniów miał miejsce w roku 1983, który przeistoczył się w brutalną bitwę z nadużywającymi siły funkcjonariuszami.
W latach 90. 27 funkcjonariuszy służby więziennej zostało zawieszonych za stosowanie brutalnych metod wobec więźniów. Sześciu z nich oskarżono o czynną napaść. Inspekcje przeprowadzone w roku 2014 i 2017 wykazały, że więzienie nie spełniało norm higieny oraz niosło niedostateczną pomoc więźniom z tendencjami samobójczymi i do samookaleczeń.

## Zakład karny
Wormwood Scrubs jest więzieniem dla 1200 osób, z celami pojedynczymi i podwójnymi. Składa się z 5 skrzydeł i kilku jednostek specjalistycznych. W każdym skrzydle znajduje się czytelnia dla więźniów i siłownia. Więzienie prowadzi szeroki program edukacyjny, oferując m.in. kursy języka angielskiego dla użytkowników natywnych i cudzoziemców, matematyki, komunikacji, kateringu, fryzjerstwa, obsługi klientów i montażu torów. Na terenie zakładu znajdują się warsztaty, m.in. sprzątania przemysłowego, pralniczy i odzieżowy.
Po przybyciu do Wormwood Scrubs więźniowie mogą skontaktować się z rodziną oraz przejść kontrolę psychologiczną. Przez pierwszy tydzień więźniowie znajdują się w jednostce wstępnego pobytu, kiedy to przechodzą badania medyczne, mogą korzystać z serwisów dla osób uzależnionych, i otrzymują również inne wsparcie, w tym psychologiczne.

## Bezpieczeństwo
Wormwood Scrubs jest więzieniem kategorii B, w którym obowiązują standardowe rygory dotyczące bezpieczeństwa, zarówno dla więźniów, jak i dla odwiedzających. Ci, niezależnie od wieku, przy każdej wizycie poddawani są przeszukaniu, łącznie z możliwością przeszukania przez psy węszące. W więzieniu obowiązuje dresscode dla odwiedzających, obejmujący m.in. zakaz noszenia ubrań uszkodzonych (nawet jeśli jest to stałą cechą odzieży), ubrań zbyt skąpych, spódniczek krótszych niż do kolan, ubrań z ukrytymi kieszeniami i bluz z kapturem.

## Więzienie w kulturze
- Więzienie pojawiło się w filmie Włoska robota (The Italian Job)[5].
- O więzieniu Wormwood Scrubs mówią piosenki The Jam Down At The Tube Station At Midnight oraz Petera Doherty’ego Broken Love Song, który opowiada o swoim pobycie w tym więzieniu[5].

## Znani więźniowie
- Leslie Grantham(inne języki) – aktor z serialu EastEnders, odbywał dziesięcioletni wyrok za zabójstwo taksówkarza w Niemczech podczas napadu w 1966 roku[1]
- Pete Doherty – brytyjski muzyk, spędził 14 tygodni za złamanie warunków zwolnienia warunkowego[1]
- Ian Brady – „zabójca z wrzosowisk”[1]
- Peter Sutcliffe – „rozpruwacz z Yorkshire”, skazany za zamordowanie 13 kobiet[1]
- John Stonehouse(inne języki) – deputowany do brytyjskiej Izby Gmin skazany za oszustwo i sfingowanie własnej śmierci[1]
- Dennis Nilsen(inne języki) – seryjny zabójca, skazany na dożywocie za zabicie 6 osób[1]
- Keith Richards – członek zespołu The Rolling Stones skazany za posiadanie narkotyków na rok pozbawienia wolności, zwolniony następnego dnia po odwołaniu[1]
- George Blake – oficer służby wywiadowczej MI6 i radziecki szpieg